# Circoscrizione di decentramento comunale
La circoscrizione di decentramento comunale (detta anche, nel linguaggio corrente, circoscrizione comunale o semplicemente circoscrizione, indicata ancor più semplicemente con termini come zona e simili) è, nell'ordinamento italiano, un organismo di partecipazione, consultazione e gestione dei servizi di base, nonché di esercizio di funzioni delegate, istituito dal comune con competenza su una parte del suo territorio comprendente una o più frazioni contigue.
Alcuni statuti comunali hanno denominato diversamente tali organismi che, ad esempio, prendono il nome di municipi a Roma, Milano, Bari e Genova, di municipalità a Venezia e Napoli e di quartieri a Firenze e Bologna. Oltre alle precedenti, solo Torino e Verona, tra le città delle regioni a statuto ordinario, superano il limite di 250 000 abitanti che la legge fissa per l'istituzione delle circoscrizioni, che quindi sono state mantenute. Le regioni a statuto speciale hanno fissato regole proprie, per cui sono suddivise in tali organismi Trento, Bolzano e Trieste, mentre in Sardegna sono state soppresse, con l'eccezione di Pirri a Cagliari e della circoscrizione unica di Sassari (ex 4ª, che raggruppa le frazioni), così come in Sicilia, dove rimangono solo a Palermo, Catania e Messina.

## Natura giuridica e disciplina
Le circoscrizioni comunali non sono enti locali, in quanto prive di personalità giuridica, ma organi del comune, seppur complessi e dotati di autonomia (e, quindi, di una certa soggettività giuridica, se si tiene questo concetto distinto dalla personalità).
La loro disciplina è ora contenuta nell'art. 17 del D.Lgs. 18 agosto 2000, n. 267 (Testo unico delle leggi sull'ordinamento degli enti locali).
Le circoscrizioni devono essere istituite dai comuni con popolazione superiore a 250 000 abitanti, sempre che la  popolazione media delle circoscrizioni non sia inferiore a 30 000 abitanti.

Nei comuni con popolazione superiore a 300 000 abitanti lo statuto può prevedere particolari e più accentuate forme di decentramento di funzioni e di autonomia organizzativa e funzionale, determinando altresì gli organi, lo status dei componenti e le modalità di elezione, nomina o designazione.
Le circoscrizioni furono introdotte nell'ordinamento italiano nel 1976, recependo le istanze di decentramento espresse dai "consigli di quartiere", organismi spontanei sorti fin dagli anni sessanta. Sono state quindi disciplinate dall'art. 13 della legge 8 giugno 1990, n. 142, sull'ordinamento delle autonomie locali, ora confluito nel citato art. 17 del D.Lgs. 267/2000.
Va notato che, mentre la legge 8 aprile 1976, n. 278 conteneva una disciplina dettagliata delle circoscrizioni, la legge 142/1990 e il D.lgs. 267/2000 si limitano ai principi, demandando allo statuto comunale e ad apposito regolamento comunale la disciplina circa l'organizzazione e le funzioni delle circoscrizioni.

## Organi
La legge 278/1976 prevedeva quali organi della circoscrizione:
- il consiglio circoscrizionale;
- il presidente del consiglio circoscrizionale.

In genere gli statuti e i regolamenti dei singoli comuni, disciplinando l'organizzazione delle circoscrizioni, hanno mantenuto gli organi previsti dalla legge 278/1976: il consiglio circoscrizionale (o di municipio, municipalità, zona, quartiere ecc.), eletto dai cittadini residenti nella circoscrizione, con funzioni deliberative, e il presidente dello stesso, eletto in alcuni comuni (ad es. Torino) da e tra i suoi membri, in altri (ad es. Roma) direttamente dal corpo elettorale. Alcuni comuni, peraltro, hanno anche previsto un organo collegiale intermedio, sul modello della giunta degli enti locali; a Roma, ad esempio, tale organo prende il nome di giunta di municipio e i suoi membri, diversi dal presidente del consiglio, sono denominati assessori; a Torino, invece, la giunta circoscrizionale è costituita dal presidente del consiglio circoscrizionale e dai coordinatori delle commissioni di lavoro permanenti del consiglio.
Il sindaco, previa comunicazione al prefetto, può delegare l'esercizio delle funzioni di ufficiale del Governo, esclusa l'emanazione delle ordinanze contingibili ed urgenti, al presidente del consiglio circoscrizionale; solo ove non siano costituiti gli organi di decentramento comunale, il sindaco può conferire la delega ad un consigliere comunale per l'esercizio delle funzioni nei quartieri e nelle frazioni (il cosiddetto prosindaco).

## Funzioni
Le funzioni attribuite alle circoscrizioni di decentramento comunale variano da comune a comune. A Roma, ad esempio, sono le seguenti:
- servizi demografici;
- servizi sociali e di assistenza sociale;
- servizi scolastici ed educativi;
- attività culturali, sportive e ricreative;
- servizi di manutenzione urbana, di gestione del patrimonio comunale e di disciplina dell'edilizia privata;
- iniziative per lo sviluppo economico nei settori dell'artigianato e del commercio;
- funzioni di polizia urbana nell'ambito degli indirizzi stabiliti dal Corpo della polizia municipale di Roma.